# Roger Hammond (cykelrytter)
 For alternative betydninger, se Roger Hammond. (Se også artikler, som begynder med Roger Hammond)
Roger Hammond (født 30. januar 1974) er en engelsk tidligere terræn/landevejs cykelrytter. Han var britisk mester i landevejscykling i 2003 og 2004. I 2004 blev han også britisk mester i terræncykling. I 2007 kom han på andenpladsen ved Gent-Wevelgem.